# Beida, Hainan
Beida är en köping i Kina. Den ligger i provinsen Hainan, i den södra delen av landet, omkring 120 kilometer söder om provinshuvudstaden Haikou. Antalet invånare är 19 856. Befolkningen består av 9 479 kvinnor och 10 377 män. Barn under 15 år utgör 23,0 %, vuxna 15-64 år 69 %, och äldre över 65 år 7,0 %.
Runt Beida är det tätbefolkat, med 356 invånare per kvadratkilometer. Närmaste större samhälle är Wanning, 14,9 km söder om Beida. Omgivningarna runt Beida är en mosaik av jordbruksmark och naturlig växtlighet.
Genomsnittlig årsnederbörd är 2 185 millimeter. Den regnigaste månaden är september, med i genomsnitt 364 mm nederbörd, och den torraste är januari, med 20 mm nederbörd.